# Graphviz

Graphviz – zestaw narzędzi do tworzenia diagramów za pomocą grafów.
Diagramy tworzy się w języku DOT. Graphviz stworzony został w laboratoriach AT&T, jest rozwijany jako otwarte oprogramowanie i udostępniany na licencji CPL.

## Architektura
dotnarzędzie wiersza poleceń
neato
twopi
circo
fdp
dotty
lefty